# Keukengerei
Keukengerei omvat alle gebruiksvoorwerpen in de keuken die dienen om gerechten klaar te maken. Veel keukengerei is gemaakt van kunststof of roestvast staal omdat dit hygiënisch is vanwege het gladde oppervlak, waardoor ziektekiemen geen houvast hebben. Voor gebruiksvoorwerpen die in het bijzonder bedoeld zijn om eten of drinken te nuttigen bezigt men de term eetgerei. 

## Voorbeelden van keukengerei
- Appelboor
- Aspergeschep
- Beker
- Blikopener
- Bord
- Chinois of puntzeef
- Deegroller
- Garde
- Hogedrukpan
- Honinglepel
- Kaasschaaf
- Keukenmachine
- Keukenmes
- Microplane
- Ontpitter
- Parisienneboor
- Pepermolen
- Pollepel
- Spaghettitang
- Vlamverdeler
- Vleeshamer
- Vleesvork

## Afbeeldingen

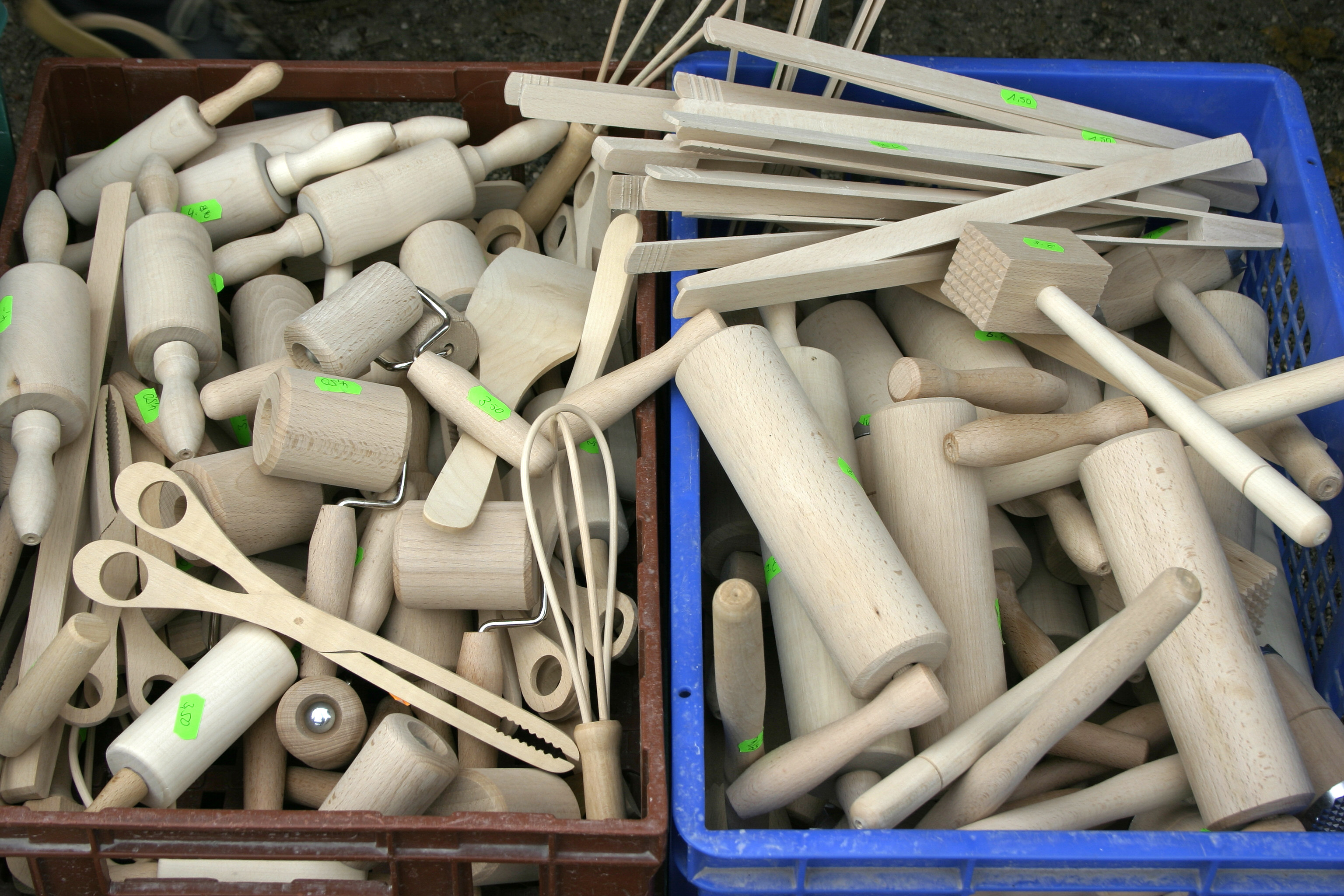
Houten keukengerei, waaronder diverse deegrollers, een garde en een vleeshamer
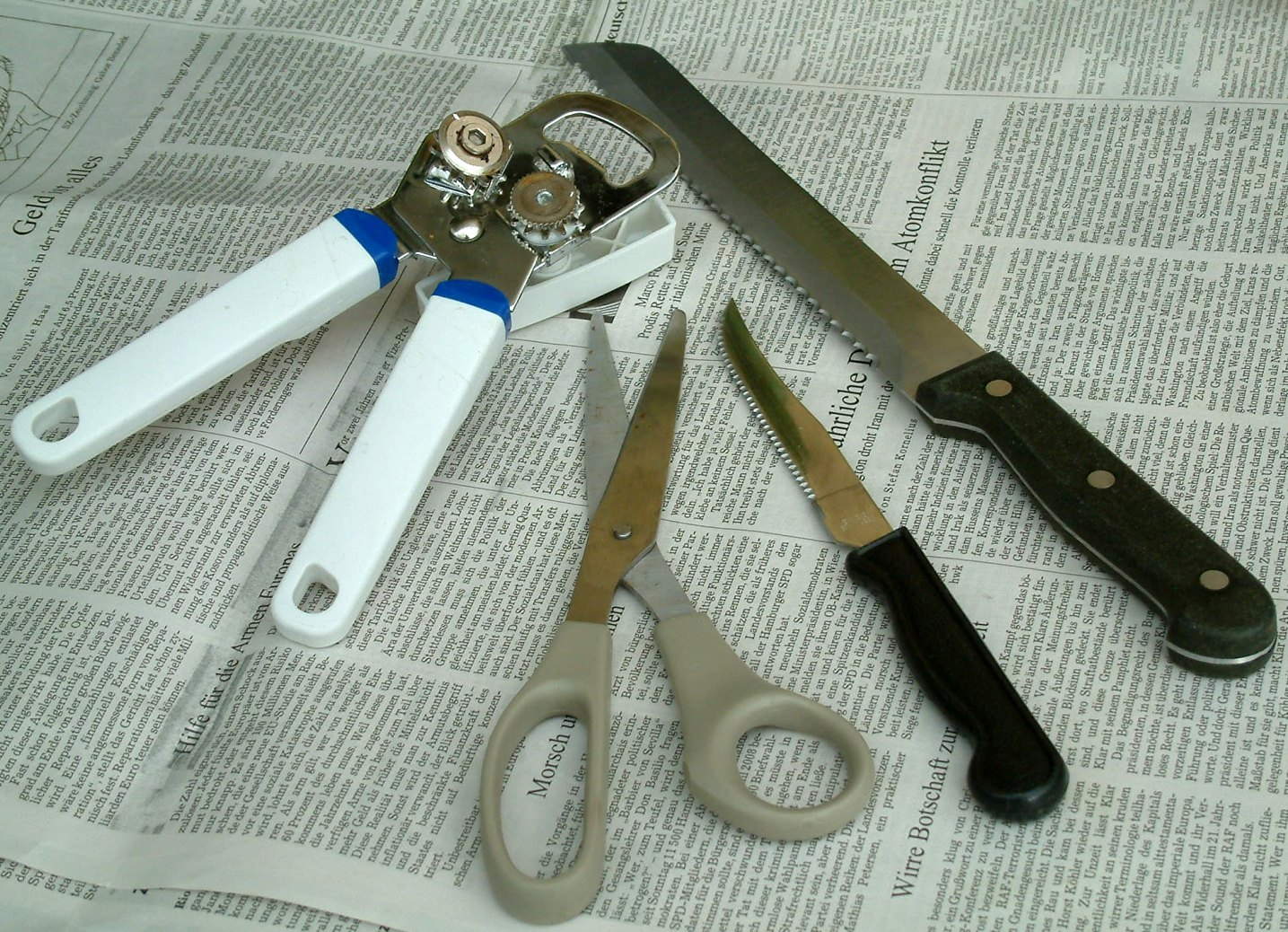
Blikopener, broodmes, mes en schaar